# Marcus Hordeonius Flaccus
Marcus Hordeonius Flaccus (* vor 47; † Januar 70 n. Chr.) war römischer Suffektkonsul im Jahr 47 n. Chr. und Statthalter in Germania superior  vom Sommer 68 bis zum Januar 70. Er wurde von meuternden römischen Soldaten in Novaesium erschlagen.
Nach der erfolgreichen Usurpation Galbas im Jahr 68 setzte der neue Kaiser Hordeonius Flaccus als Nachfolger von Lucius Verginius Rufus als Statthalter in Germania superior ein. Verginius hatte in der Schlacht bei Vesontio Galbas Verbündeten Gaius Iulius Vindex besiegt. Zum Zeitpunkt seiner Statthalterschaft war Hordeonius Flaccus bereits im fortgeschrittenen Alter.
Als Hordeonius Flaccus’ Truppen zu Beginn des Jahres 69 den Loyalitätseid auf Galba verweigerten, schritt er nicht ein. Er wechselte schnell auf die Seite des Vitellius, den die Rheintruppen als neuen Herrscher anstelle von Galba akklamierten. Als dieser nach Italien aufbrach, betraute er Hordeonius Flaccus mit dem Kommando über die dort verbleibende Rheinarmee.
Bei den Unruhen des Bataveraufstands kam Hordeonius zwischen die Fronten, da die Bataver vorgeblich für Vespasian kämpften, zu dem aufgrund der politischen Lage auch Flaccus tendierte, während seine dem Vitellius treuen Truppen Vespasian ablehnten. Seine murrenden Soldaten konnte Hordeonius Flaccus zwar noch auf Vespasian vereidigen. Allerdings wurde er Anfang Januar des Jahres 70 von betrunkenen Soldaten erschlagen, nachdem er ein Donativ, das noch Vitellius versprochen hatte, im Namen Vespasians auszahlte.